# Federico Luppi
Federico Luppi (Buenos Aires, 23 de fevereiro de 1936 – Buenos Aires, 20 de outubro de 2017) foi um ator de cinema, televisão e teatro argentino.

## Filmografia
- A Jangada de Pedra (2002)